# Vlag van Segovia

Vlag van de provincie Segovia

De vlag van de Spaanse provincie Segovia bestaat uit een karmozijnrood veld met in het midden het provinciale wapen. De vlag is voorgeschreven bij een besluit dat op 12 juni 1986 is goedgekeurd door de provinciale regering van Segovia en op 25 juni 1986 is gepubliceerd in het staatsblad van Castilië en León.